# Love Addict (中島美嘉の曲)
「Love Addict」（ラブ・アディクト）は、中島美嘉の7枚目のシングル。

## 概要
2003年の第2弾シングル。前作から約2ヶ月ぶりであり、中島が20歳になってから最初のシングル。表題曲は愛とジャズをテーマにしたクラブジャズのナンバー。プロデューサーに大沢伸一（MONDO GROSSO）を迎えた。初めてシングル全曲の作詞を中島が手掛けている。初回仕様は、蓮の花のクリアフィルム付。
大沢氏のツイートによれば、元々候補として「対比でキャッチーでポップなものとジャジーで複雑なもの」の2曲を提案していたが、「当然前者でたかをくくっていたら後者になり、想像を超える長いレコーディングになった。」と語っている。

## 収録曲
（全作詞：中島美嘉）
1. Love Addict
  - 作曲・編曲：大沢伸一
  - カネボウ化粧品「KATE」CMソング
2. Be in Silence
  - 作曲：absolute／編曲：absolute3
3. aroma [live]
  - 作曲：五島良子
4. Love Addict [Yukihiro Fukutomi Remix]
  - 編曲：福富幸宏
5. Love Addict [Instrumental]

## 収録アルバム
- LØVE (#1,2)
- BEST (#1)
- DEARS (#1)
- 〜Healing Collection〜 RELAXIN' (#3)